# Unter Null

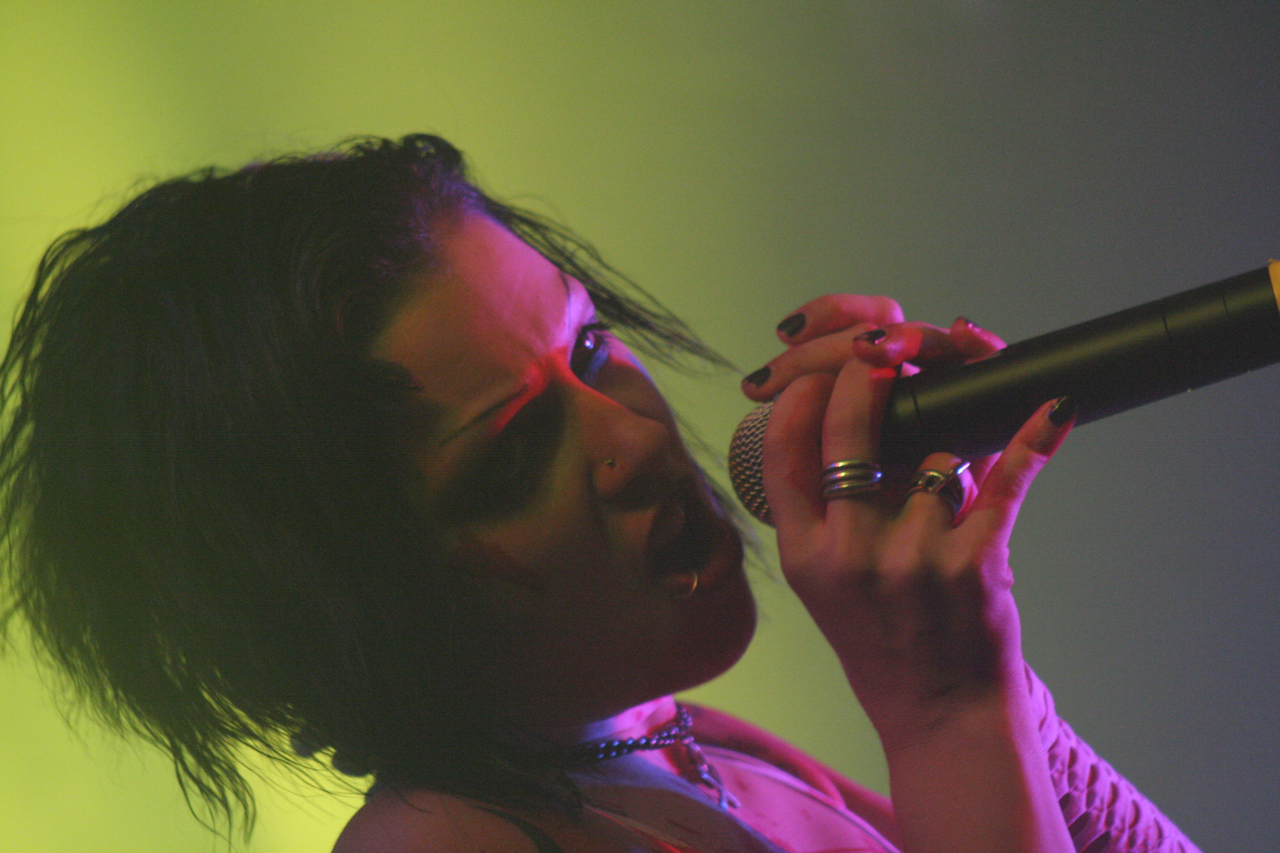
Unter Null

Unter Null är ett musikprojekt skapat av Erica Dunham. Hon har skrivit musik under detta namnet sedan 1998 och hunnit släppa fyra album. Musiken kan klassificeras som Electronic Body Music (EBM). En av de mer kända låtarna med Unter Null är Sick Fuck. Unter Null har under karriären turnerat i både USA och Europa.

## Album
| År   | Titel                |
| 2002 | Neocide              |
| 2005 | The Failure Epiphany |
| 2010 | Moving On            |
| 2010 | Moved On             |